# Acatzingo (kommun)
Acatzingo är en kommun i Mexiko.   Den ligger i delstaten Puebla, i den sydöstra delen av landet, 150 km öster om huvudstaden Mexico City.
Följande samhällen finns i Acatzingo:
- Acatzingo de Hidalgo
- San Sebastián Villanueva
- Actipan
- Progreso de Juárez
- Carmen Serdán
- Guadalupe Morelos
- Hernández
- Virreyes de Juárez
- Apipilolco
- Los Corralitos
- San Diego
- San Aurelio